# NGC 3667B
NGC 3667B is een spiraalvormig sterrenstelsel in het sterrenbeeld Beker. Het hemelobject werd op 27 maart 1786 ontdekt door de Duits-Britse astronoom William Herschel.

## Synoniemen
- MCG -2-29-26
- PGC 35034